# Carole Sergent
Carole Sergent (* 22. Januar 1962 in Montargis, Département Loiret) ist eine französische Jazzsängerin.
Sergent studierte an der CIM (Centre d’informations musicales) Gesang bei Christiane Legrand und Laurence Saltiel, anschließend am ARIAM (Atelier de recherche informatique, architecture et modélisation) der École nationale supérieure d'architecture in Paris-La Villette. Im Laufe ihrer Karriere gastierte sie sowohl mit Bigbands als auch solistisch (begleitet vom Kontrabass) auf zahlreichen französischen Jazzfestivals wie dem Festival Jacques Brel, Jazz Amiens, Jazz Montlouis, Printemps Bourges, Tourtour Paris und Jazz sous les Pommiers. Seit den 1980er-Jahren gastierte sie auch in Fernsehsendungen der France Télévisions; ferner legte sie die Alben Chant du corps (1994), Cherche passion (1997) und Sur ta peau (2004) vor. Ihr Repertoire umfasst neben Eigenkompositionen vorwiegend Jazzstandards und Songs der Música Popular Brasileira, etwa von Antônio Carlos Jobim, Paulinho da Viola oder Nelson Cavaquinho.